# Ронаи, Шандор
Шандор Ронаи (венг. Rónai Sándor; 6 октября 1892, Мишкольц, Австро-Венгрия — 28 сентября 1965, Будапешт, Венгрия) — венгерский государственный деятель. В 1950—1952 годах председатель президентского совета Венгерской Народной Республики, в 1952−1963 годах — председатель Государственного Собрания ВНР.

## Биография
По образованию строитель, участвовал в профсоюзном движении, был членом Социал-демократической партии Венгрии. Во время Венгерской советской республики 1919 года был членом рабочего совета в Мишкольце. Принадлежал к левому крылу социал-демократической партии, во время Второй мировой войны выступал за союз с Венгерской коммунистической партией, которую возглавлял М. Ракоши.
После окончания Второй мировой войны, с 15 ноября 1945 года по 11 июня 1949 года был министром торговли и сотрудничества в правительствах З. Тилди, Ф. Надя, Л. Диньеша и И. Доби. После слияния Социал-демократической партии и Коммунистической партии Венгрии в июне 1948 года Ронаи был избран членом Политбюро Центрального Комитета Венгерской партии трудящихся и был в его составе до 1956 года.
С 11 июня 1949 до 24 апреля 1950 года был министром внешней торговли во втором кабинете И. Доби. С 26 апреля 1950 года по 14 августа 1952 года был председателем президентского совета Венгерской Народной Республики, а с августа 1952 по март 1963 года — председателем Государственного Собрания ВНР.
Во время восстания 1956 года поддержал Я. Кадара, который после подавления восстания назначил его министром внешней торговли в своём кабинете. Этот пост политик занимал до 28 февраля 1957 года. С апреля 1960 года возглавлял также общество венгеро-советской дружбы.
В 1948 году награждён орденом Кошута.
Умер в Будапеште, похоронен на кладбище Керепеши в Пантеоне рабочего движения.